# FIFA Manager 12
FIFA Manager 12 – komputerowa gra sportowa wyprodukowana przez EA Sports i wydana przez Electronic Arts w 2011 roku. Jest to dziesiąta część serii Total Club Manager (FIFA Manager). W grze gracz może wcielić się w menedżera klubu piłkarskiego, jego prezesa lub trenera piłkarskiego. Oprócz prowadzenia własnej drużyny możliwe jest kupno cudzego klubu, rozbudowa budynków klubowych lub przeprowadzanie rozmów z zawodnikami. Nowością w tej edycji jest możliwość wykonywania zadań, które w większości możemy spełnić podczas meczu w telefonie komórkowym. W recenzji portalu www.gram.pl gra oceniana jest na 6,9.